# Oxytropis klementzii
Oxytropis klementzii är en ärtväxtart som beskrevs av N.Ulziykh. Oxytropis klementzii ingår i släktet klovedlar, och familjen ärtväxter. Inga underarter finns listade i Catalogue of Life.